# Нижегородская провинция
Нижегородская провинция — одна из провинций Российской империи. Центр — город Нижний Новгород.
Нижегородская провинция была образована в составе Нижегородской губернии по указу Петра I «Об устройстве губерний и об определении в оныя правителей» в 1719 году. В состав провинции были включены города Нижний Новгород, Балахна и Юрьевец. По ревизии 1710 года в провинции насчитывалось 40,4 тыс. крестьянских дворов.
В ноябре 1775 года деление губерний на провинции было отменено.